# Prémio MTV Movie de melhor revelação

## Anos 1990
- 1992: Edward Furlong como John Connor - Terminator 2: Judgment Day
  - Anna Chlumsky como Vada Suddenfuss - My Girl
  - Ice-T - New Jack City
  - Campbell Scott - Dying Young
  - Kimberly Williams como Annie - Father of the Bride

- 1993: Marisa Tomei - My Cousin Vinny
  - Halle Berry - Boomerang
  - Whitney Houston como Rachel Marron - The Bodyguard
  - Kathy Najimy - Sister Act
  - Rosie O'Donnell - A League of Their Own

- 1994: Alicia Silverstone como Adrian - The Crush
  - Ralph Fiennes - Schindler's List
  - Jason Scott Lee como Bruce Lee - Dragon: The Bruce Lee Story
  - Ross Malinger - Sleepless in Seattle
  - Jason James Richter - Free Willy

- 1995: Kirsten Dunst - Interview with the Vampire
  - Tim Allen como Scott - The Santa Clause
  - Cameron Diaz como Tina - The Mask
  - Hugh Grant - Four Weddings and a Funeral
  - Mykelti Williamson - Forrest Gump

- 1996: George Clooney como Seth Fuller - From Dusk till Dawn
  - Sean Patrick Flanery - Powder
  - Natasha Henstridge - Species
  - Lela Rochon - Waiting to Exhale
  - Chris Tucker - Friday

- 1997: Matthew McConaughey - A Time to Kill
  - Vivica A. Fox - Independence Day
  - Courtney Love - The People vs. Larry Flynt
  - Ewan McGregor - Trainspotting
  - Renée Zellweger - Jerry Maguire

- 1998: Heather Graham - Boogie Nights
  - Joey Lauren Adams - Chasing Amy
  - Rupert Everett - My Best Friend's Wedding
  - Sarah Michelle Gellar como Helen Shivers - I Know What You Did Last Summer
  - Jennifer Lopez como Selena - Selena

- 1999: Masculino e Feminino
  - MTV Movie Award de melhor revelação masculina: James Van Der Beek - Varsity Blues
    - Ray Allen - He Got Game
    - Joseph Fiennes - Shakespeare in Love
    - Josh Hartnett como John Tate - Halloween H20: 20 Years Later
    - Chris Rock como Detective Lee Butters - Lethal Weapon 4

- - MTV Movie Award de melhor revelação feminina: Katie Holmes (como Rachel Waggner) - Disturbing Behavior
    - Cate Blanchett - Elizabeth
    - Brandy como Karla Wilson - I Still Know What You Did Last Summer
    - Rachael Leigh Cook - She's All That
    - Catherine Zeta-Jones - The Mask of Zorro

## Anos 2000
- 2000: Masculino e Feminino
  - Male Breakthrough Performance: Haley Joel Osment como Cole Sear - The Sixth Sense
    - Wes Bentley - American Beauty
    - Jason Biggs como Jim - American Pie
    - Michael Clarke Duncan - The Green Mile
    - Jamie Foxx - Any Given Sunday

  - Female Breakthrough Performance: Julia Stiles - 10 Things I Hate About You
    - Selma Blair - Cruel Intentions
    - Shannon Elizabeth - American Pie
    - Carrie-Anne Moss como Trinity - The Matrix
    - Hilary Swank como Teena Brandon - Boys Don't Cry

- 2001: Masculino e Feminino
  - Male Breakthrough Performance: Sean Patrick Thomas - Save the Last Dance
    - Jack Black - High Fidelity
    - Patrick Fugit - Almost Famous
    - Tom Green - Road Trip
    - Hugh Jackman - X-Men
    - Ashton Kutcher - Dude, Where's My Car?

  - Female Breakthrough Performance: Erika Christensen - Traffic
    - Aaliyah - Romeo Must Die
    - Anna Faris como Cindy Campbell - Scary Movie
    - Piper Perabo como Violet Sanford - Coyote Ugly
    - Zhang Ziyi - Crouching Tiger, Hidden Dragon

- 2002: Masculino e Feminino
  - Male Breakthrough Performance: Orlando Bloom - The Lord of the Rings: The Fellowship of the Ring
    - DMX - Exit Wounds
    - Colin Hanks - Orange County
    - Daniel Radcliffe como Harry Potter - Harry Potter and the Sorcerer's Stone
    - Paul Walker - The Fast and the Furious

  - Female Breakthrough Performance: Mandy Moore - A Walk to Remember
    - Britney Spears - Crossroads
    - Penélope Cruz - Blow
    - Anne Hathaway como Princesa Mia - The Princess Diaries
    - Shannyn Sossamon - A Knight's Tale

- 2003: Masculino e Feminino
  - Male Breakthrough Performance: Eminem - 8 Mile
    - Nick Cannon - Drumline
    - Kieran Culkin - Igby Goes Down
    - Derek Luke - Antwone Fisher
    - Ryan Reynolds - National Lampoon's Van Wilder

  - Female Breakthrough Performance: Jennifer Garner - Daredevil
    - Kate Bosworth - Blue Crush
    - Eve - Barbershop
    - Maggie Gyllenhaal - Secretary
    - Beyoncé Knowles - Austin Powers in Goldmember
    - Nia Vardalos - My Big Fat Greek Wedding

- 2004: Masculino e Feminino
  - Male Breakthrough Performance: Shawn Ashmore - X-Men 2
    - Shia LaBeouf - Holes
    - Ludacris - 2 Fast 2 Furious
    - Omarion - You Got Served
    - Cillian Murphy - 28 Days Later

  - Female Breakthrough Performance: Lindsay Lohan como Anna - Freaky Friday
    - Jessica Biel como Erin - The Texas Chainsaw Massacre
    - Scarlett Johansson - Lost in Translation
    - Keira Knightley como Elizabeth - Pirates of the Caribbean: The Curse of the Black Pearl
    - Evan Rachel Wood - Thirteen

- 2005: Masculino e Feminino
  - Male Breakthrough Performance: Jon Heder - Napoleon Dynamite
    - Zach Braff - Garden State
    - Freddie Highmore - Finding Neverland
    - Tim McGraw como Charles Billingsley - Friday Night Lights
    - Tyler Perry - como Madea in drag Diary of a Mad Black Woman

  - Female Breakthrough Performance: Rachel McAdams - Mean Girls
    - Ashanti - Coach Carter
    - Elisha Cuthbert - The Girl Next Door
    - Bryce Dallas Howard - The Village
    - Emmy Rossum - The Day After Tomorrow

- 2006: Isla Fisher - Wedding Crashers
  - André "3000" Benjamin - Four Brothers
  - Jennifer Carpenter como Emily Rose - The Exorcism of Emily Rose
  - Taraji P. Henson - Hustle & Flow
  - Romany Malco - The 40 Year-Old Virgin
  - Nelly - The Longest Yard

- 2007: Jaden Smith - The Pursuit of Happyness
  - Emily Blunt - The Devil Wears Prada
  - Abigail Breslin - Little Miss Sunshine
  - Lena Headey - 300
  - Columbus Short - Stomp the Yard
  - Justin Timberlake - Alpha Dog

- 2008: Zac Efron - Hairspray
  - Nikki Blonsky - Hairspray
  - Chris Brown - This Christmas
  - Michael Cera - Superbad
  - Megan Fox - Transformers
  - Jonah Hill - Superbad
  - Christopher Mintz-Plasse - Superbad
  - Seth Rogen - Knocked Up

- 2009: Masculino e Feminino
  - Male Breakthrough Performance: Robert Pattinson como Edward Cullen - Twilight
    - Ben Barnes - The Chronicles of Narnia: Prince Caspian
    - Taylor Lautner - Twilight
    - Dev Patel - Slumdog Millionaire
    - Bobb'e J. Thompson - Role Models

  - Female Breakthrough Performance: Ashley Tisdale como Sharpay - High School Musical 3: Senior Year
    - Miley Cyrus como Hannah Montana / Miley Stewart - Hannah Montana: The Movie
    - Kat Dennings - Nick and Norah's Infinite Playlist
    - Vanessa Hudgens como Gabriella - High School Musical 3: Senior Year
    - Freida Pinto - Slumdog Millionaire
    - Amanda Seyfried - Mamma Mia!

## Anos 2010
| - 2010: Anna Kendrick - Up in the Air - Quinton Aaron como Michael Oher - The Blind Side - Zach Galifianakis - The Hangover - Logan Lerman - Percy Jackson & the Olympians: The Lightning Thief - Chris Pine como James T. Kirk - Star Trek - Gabourey Sidibe - Precious - 2011 : Chloë Grace Moretz - Kick-Ass - Jay Chou - The Green Hornet - Andrew Garfield - The Social Network - Xavier Samuel - The Twilight Saga: Eclipse - Hailee Steinfeld - True Grit - Olivia Wilde - Tron: Legacy - 2012: Shailene Woodley como Alex King - The Descendants - Elle Fanning como Alice Dainard - Super 8 - Melissa McCarthy como Megan Price - Bridesmaids - Rooney Mara como Lisbeth Salander - The Girl with the Dragon Tattoo - Liam Hemsworth como Gale Hawthorne - The Hunger Games - 2013: Rebel Wilson como Fat Amy – Pitch Perfect - Eddie Redmayne como Marius Pontmercy – Les Misérables - Ezra Miller como Patrick – The Perks of Being a Wallflower - Quvenzhané Wallis como Husshpuppy – Beasts of the Southern Wild - Suraj Sharma como Pi Patel – Life of Pi - 2014: Will Poulter como Kenny Rossmore – We're the Millers - Liam James como Duncan - The Way, Way Back - Margot Robbie como Naomi Lapaglia - The Wolf of Wall Street - Michael B. Jordan como Oscar Grant – Fruitvale Station - Miles Teller como Sutter Keely – The Spectacular Now | - 2015: Dylan O'Brien como Thomas – The Maze Runner - Ansel Elgort como Augustus Waters – The Fault in Our Stars - David Oyelowo como Martin Luther King Jr. – Selma - Ellar Coltrane como Mason Evans Jr. – Boyhood - Rosamund Pike como Amy Dunne – Gone Girl - 2016: Daisy Ridley como Rey – Star Wars: Episode VII — The Force Awakens - Brie Larson como Joy Newsome - Room - John Boyega como Finn – Star Wars: Episode VII — The Force Awakens - Amy Schumer como Amy Townsend - Trainwreck - Dakota Johnson como Anastasia Steele – Fifty Shades of Grey - O'Shea Jackson Jr. como Ice Cube – Straight Outta Compton - 2017: Daniel Kaluuya como Chris Washington – Get Out - Issa Rae como Issa Dee – Insecure - Riz Ahmed como Bodhi Rook - Rogue One: A Star Wars Story - Chrissy Metz como Kate Pearson - This Is Us - Yara Shahidi como Zoey Johnson – Black-ish - 2019: Noah Centineo como Peter Kavinsky – To All the Boys I've Loved Before - Awkwafina como Goh Peik Lin - Crazy Rich Asians - Ncuti Gatwa como Eric Effiong - Sex Education - Mj Rodriguez como Blanca Rodriguez – Pose - Haley Lu Richardson como Stella – Five Feet Apart |

## Anos 2020
- 2020: premiação cancelada devido a Pandemia de COVID-19

- 2021: Regé-Jean Page como Simon Basset – Bridgerton [5]
  - Maria Bakalova como Tutar Sagdiyev - Borat Subsequent Moviefilm
  - Paul Mescal como Connell Waldron – Normal People
  - Antonia Gentry como Ginny Miller - Ginny & Georgia
  - Ashley Park como Mindy Chen – Emily in Paris

- 2022: Sophia Di Martino como Sylvie – Loki [6]
  - Ariana DeBose como Anita - West Side Story
  - HoYeon Jung como Kang Sae-byeok – Squid Game
  - Alana Haim como Alana Kane – Licorice Pizza
  - Hannah Einbinder como Ava Daniels - Hacks

- 2023: Joseph Quinn como Eddie Munson – Stranger Things [7]
  - Rachel Sennott como Alice - Bodies Bodies Bodies
  - Emma D'Arcy como Rhaenyra Targaryen – House of the Dragon
  - Bella Ramsey como Ellie – The Last of Us
  - Bad Bunny como O Lobo - Bullet Train